# Anoplodelphys africana
Anoplodelphys africana is een eenoogkreeftjessoort uit de familie van de Notodelphyidae. De wetenschappelijke naam van de soort is voor het eerst geldig gepubliceerd in 2007 door Boxshall & Marchenkov.